# Regionalizacja fizycznogeograficzna Czech

## Uniwersalna dziesiętna regionalizacja fizycznogeograficzna Czech
Zgodnie z uniwersalną dziesiętną regionalizacją fizycznogeograficzną Europy według FID terytorium dzisiejszej Czech należy do Europy Zachodniej i leży na pograniczu megaregionów Pozaalpejskiej Europy Środkowej i regionu karpackiego.

### 31Niż Środkowoeuropejski(Středoevropská nížina)

#### 318Niziny Środkowopolskie(Středopolské nížiny)
318.5 Nizina Śląska (Slezská nížina)
318.59 Płaskowyż Głubczycki (Opavská pahorkatina)

### 33Masyw Czeski(Česká vysočina,Český masiv)

#### 331Kraina Rudaw(Krušnohorská subprovincie)
331.1 Rudawy (Krušnohorská hornatina)
331.2 Podgórze Rudawskie (Podkrušnohorská oblasť)
331.3 Wyżyna Karlowarska (Karlovarská vrchovina)

#### 332Sudety(Krkonošsko-jesenická subprovincie)
332.1 Przedgórze Sudeckie (Krkonošsko-jesenické podhůří, Sudetské podhůří)
332.2 Pogórze Zachodniosudeckie (Lausitzer Bergland)
332.3 Sudety Zachodnie (Krkonošská oblast, Západní Sudety)
332.4-5 Sudety Środkowe (Orlická oblast, Střední Sudety)
332.6 Sudety Wschodnie (Jesenická oblast, Východní Sudety)

#### 333Płyta Czeska(Česká tabule)
333.1 Płyta Północnoczeska (Severočeská tabule)
333.2 Płyta Środkowoczeska (Středočeská tabule)
333.3 Płyta Wschodnioczeska (Vychodočeská tabule)

#### 334Kraina Szumawska(Šumavská subprovincie)
334.1 Las Czeski (Českoleská oblasť)
334.2 Szumawa (Šumavská hornatina)
334.3 Las Górnopalatynacki (Oberpfälzer Wald)
334.4 Las Bawarski (Bayrischer Wald)

#### 335Wyżyna Berounki(Poberounská subprovincie)
335.1 Region Brdy (Brdská oblasť)
335.2 Wzgórza Pilzneńskie (Plzneňská pahorkatina)

#### 336Wyżyna Czesko-Morawska(Českomoravská subprovincie)
336.1 Wyżyna Środkowoczeska (Středočeská pahorkatina)
336.2 Kotliny Południowoczeskie (Jihočeské pánvě)
336.3 Masyw Czesko-Morawski (Českomoravská vrchovina)
336.4 Wyżyna Brneńska (Brněnská vrchovina)

### 51Karpaty Zachodnie(Západní Karpaty)

#### 511Podkarpacie Zachodnie
511.* Pogórze Weinviertel (niem. Weinviertler Hügelland, Weinviertelská pahorkatina)
511.1 Obniżenie Dyjsko-Swrateckie (Dyjsko-svratecký úval)
511.2 Brama Wyszkowska (Vyškovská brána)
511.3 Obniżenie Górnomorawskie (Hornomoravský úval)
511.4 Brama Morawska (Moravská brána)

#### 512Podkarpacie Północne
512.1 Kotlina Ostrawska (Ostravská pánev)

#### 513Zewnętrzne Karpaty Zachodnie
513.1 Karpaty Austriacko-Morawskie (Jihomoravské Karpaty)
513.1* Wzgórza Mikulowskie (Mikulovská vrchovina)
513.1** Wzgórza Pawłowskie (Pavlovské vrchy)
513.1** Pogórze Milowickie (Milovická pahorkatina)
513.2 Karpaty Środkowomorawskie (Středomoravské Karpaty)
513.2* Las Żdanicki (Ždánický Les)
513.2* Pogórze Litenczyckie (Litenčická pahorkatina)
513.2* Chrziby (Chřiby)
513.2* Pogórze Kyjowskie (Kyjovská pahorkatina)
513.3 Pogórze Zachodniobeskidzkie, (Podbeskydská pahorkatina)
513.31 Pogórze Morawsko-Śląskie (Podbeskydská pahorkatina)
513.31* Pogórze Podhostyńskie
513.31* Pogórze Podradhoskie
513.31* Pogórze Podłysogórskie
513.4 Karpaty Słowacko-Morawskie (Slovensko-moravské Karpaty)
513.4* Pogórze Myjawskie (Myjavská pahorkatina)
513.411 Białe Karpaty (Biele Karpaty)
513.412 Jaworniki (Javorníký)
513.44 Beskid Morawsko-Śląski (Moravskoslezské Beskydy)
513.45 Beskid Śląski (Slezské Beskydy)

### 55Kotlina Panońska(Panonská pánev)

#### 551Kotlina Zachodniopanońska(Západopanonská pánev)
551.1 Kotlina Wiedeńska (Vídeňská pánev)
551.1* Obniżenie Dolnomorawskie (Dolnomoravský úval)

## Regionalizacja fizycznogeograficzna Czech według geografii czeskiej

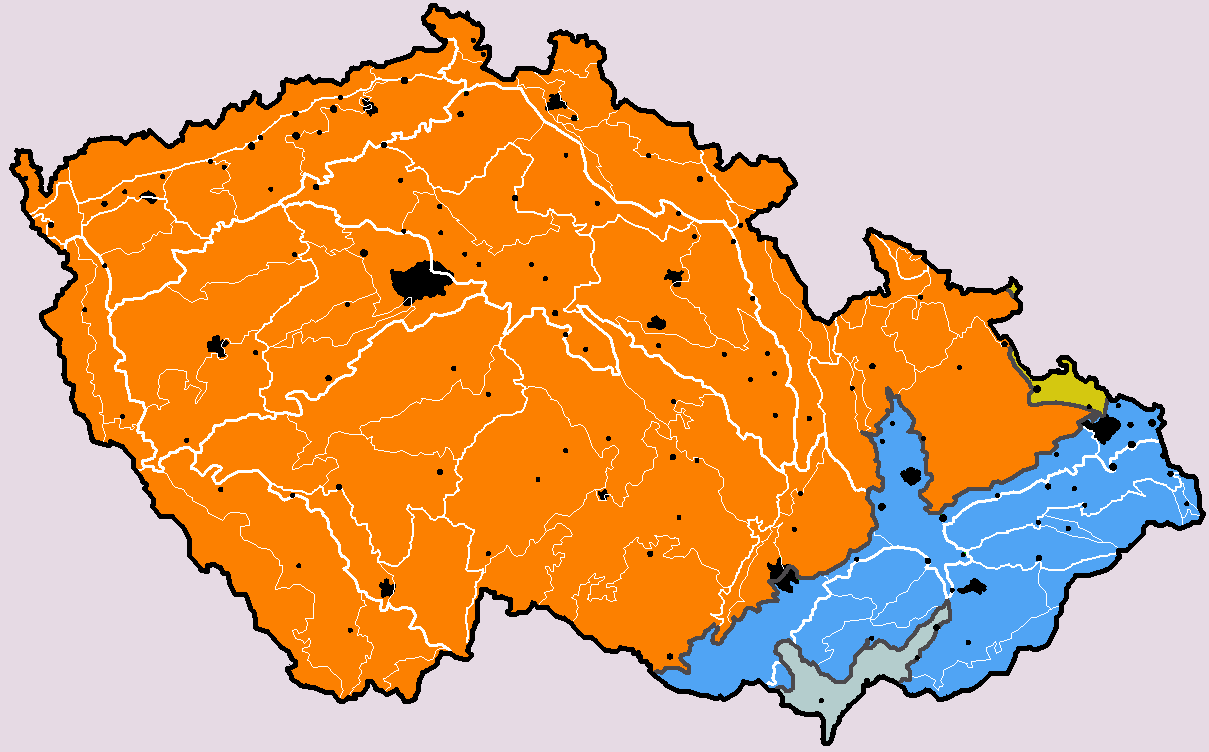
Prowincje

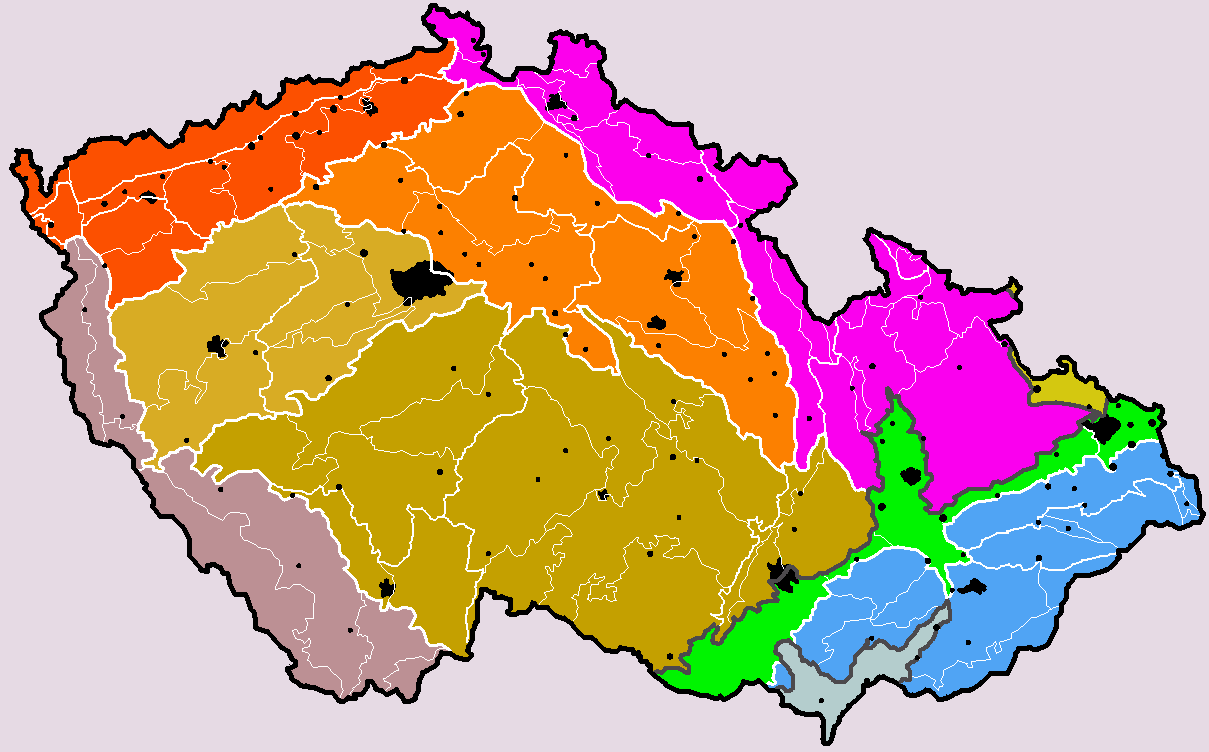
Podprowincje

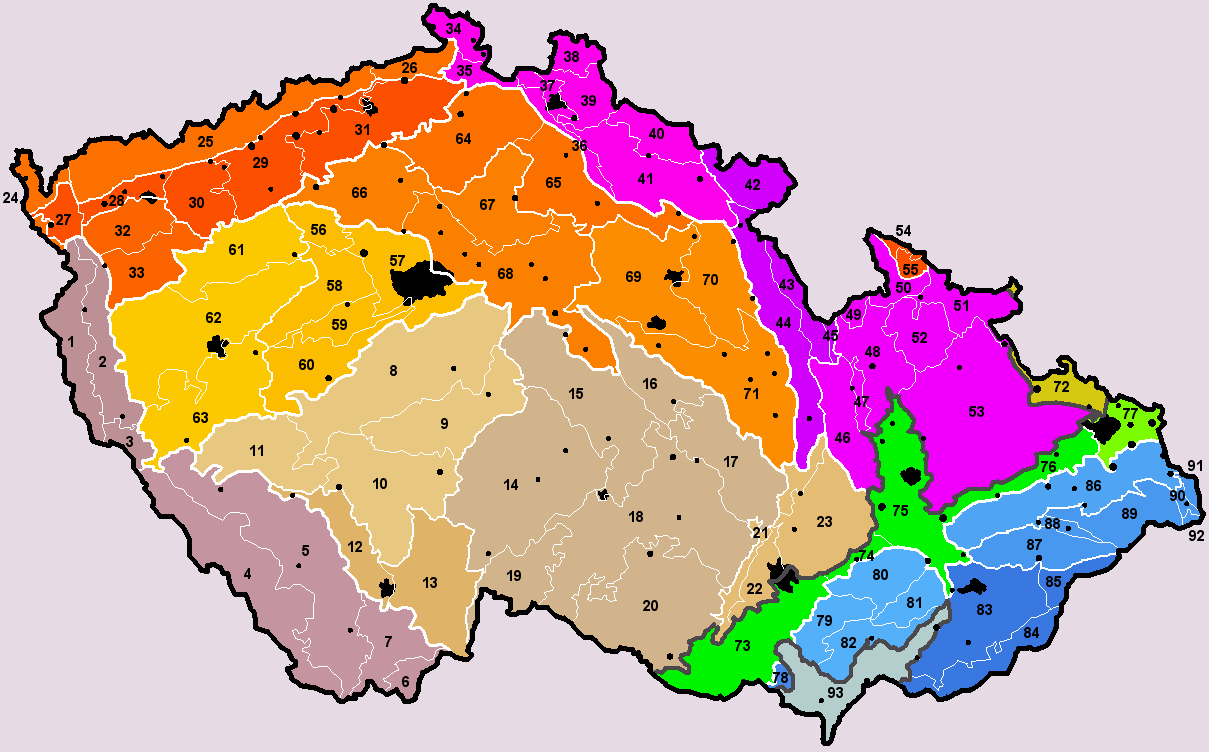
Jednostki

Czeska regionalizacja fizycznogeograficzna jest znacznie słabiej związana z regionalizacją fizycznogeograficzną świata i Europy oraz krajów sąsiednich, niż regionalizacja według UKD. Mimo tego zarówno nazwy, jak i obszary wielu jednostek pokrywają się z przyjętymi w regionalizacji dziesiętnej.
Geografia czeska również sytuuje Czechy (na które składają się Czechy właściwe, Morawy i Śląsk) na pograniczu dwóch wielkich jednostek: systemu hercyńskiego (Hercynský systém) i systemu alpejsko-himalajskiego (Alpsko-himálajský systém). Podział na jednostki niższego rzędu również jest podobny, ale występują różnice.
Używane w geografii czeskiej pojęcie systemu stoi na poziomie megaregionu, ale jest oparte przede wszystkim na uwarunkowaniach tektonicznych, więc się z nim nie pokrywa. Systemy (systém) dzielą się na podsystemy (subsystém), dalej prowincje (provincie), podprowincje (subprovincie lub soustava), regiony (oblast lub podsoustava) i jednostki (celek). Oznaczenia cyfrowe ani literowe nie są używane, na poniższej liście liczby oznaczają jednostki na mapie powyżej.
- Hercynský systém – system hercyński
  - Hercynská pohoří – góry hercyńskie
    - Česká vysočina – Masyw Czeski
      -         - Šumavská subprovincie
          - Českoleská oblast
            - Český les – Las Czeski (1)
            - Podčeskoleská pahorkatina (2)
            - Všerubská vrchovina (3)

          - Šumavská hornatina
            - Šumava (4)
            - Šumavské podhůří (5)
            - Novohradské hory (6)
            - Novohradské podhůří (7)

        - Česko-moravská subprovincie
          - Středočeská pahorkatina
            - Benešovská pahorkatina (8)
            - Vlašimská pahorkatina (9)
            - Táborská pahorkatina (10)
            - Blatenská pahorkatina (11)

          - Jihočeské pánve
            - Českobudějovická pánev (12)
            - Třeboňská pánev (13)

          - Českomoravská vrchovina
            - Křemešnická vrchovina (14)
            - Hornosázavská pahorkatina (15)
            - Železné hory (16)
            - Hornosvratecká vrchovina (17)
            - Křižanovská vrchovina (18)
            - Javořická vrchovina (19)
            - Jevišovická pahorkatina (20)

          - Brněnská vrchovina
            - Boskovická brázda (21)
            - Bobravská vrchovina (22)
            - Drahanská vrchovina (23)

        - Krušnohorská subprovincie
          - Krušnohorská hornatina
            - Smrčiny (24)
            - Krušné hory (25)
            - Děčínská vrchovina (26)

          - Podkrušnohorská oblast
            - Chebská pánev (27)
            - Sokolovská pánev (28)
            - Mostecká pánev (29)
            - Doupovské hory (30)
            - České středohoří (31)

          - Karlovarská vrchovina
            - Slavkovský les (32)
            - Tepelská vrchovina (33)

        - Krkonošsko-jesenická subprovincie (Sudetská subprovincie)
          - Krkonošská oblast (Západní Sudety)
            - Šluknovská pahorkatina (34)
            - Lužické hory (35)
            - Ještědsko-kozákovský hřbet (36)
            - Žitavská pánev (37)
            - Frýdlantská pahorkatina (38)
            - Jizerské hory (39)
            - Krkonoše (40)
            - Krkonošské podhůří (41)

          - Orlická oblast (Střední Sudety)
            - Broumovská vrchovina (42)
            - Orlické hory (43)
            - Podorlická pahorkatina (44)
            - Kladská kotlina (45)

          - Jesenická oblast (Východní Sudety)
            - Zábřežská vrchovina (46)
            - Mohelnická brázda (47)
            - Hanušovická vrchovina (48)
            - Králický Sněžník (49)
            - Rychlebské hory (50)
            - Zlatohorská vrchovina (51)
            - Hrubý Jeseník (52)
            - Nízký Jeseník (53)

          - Krkonošsko-jesenické podhůří (Sudetské podhůří)
            - Vidnavská nížina (54)
            - Žulovská pahorkatina (55)

          - Poberounská subprovincie
          - Brdská oblast
            - Džbán (56)
            - Pražská plošina (57)
            - Křivoklátská vrchovina (58)
            - Hořovická pahorkatina (59)
            - Brdská vrchovina (60)

          - Plzeňská pahorkatina
            - Rakovnická pahorkatina (61)
            - Plaská pahorkatina (62)
            - Švihovská vrchovina (63)

        - Česká tabule – Płyta Czeska
          - Severočeská tabule
            - Ralská pahorkatina (64)
            - Jičínská pahorkatina (65)

          - Středočeská tabule
            - Dolnooharská tabule (66)
            - Jizerská tabule (67)
            - Středolabská tabule (68)

          - Východočeská tabule
            - Východolabská tabule (69)
            - Orlická tabule (70)
            - Svitavská pahorkatina (71)

  - Epihercynské nížiny – niziny epihercyńskie
    - Středoevropská nížina – Niż Środkowoeuropejski
      - Středopolské nížiny – Niziny Środkowopolskie
        - Slezská nížina – Nizina Śląska
          - Opavská pahorkatina (72)
- Alpsko-himálajský systém – system alpejsko-himalajski
  - Karpaty
    - Západní Karpaty – Karpaty Zachodnie
      - Vněkarpatské sníženiny
        - Západní Vněkarpatské sníženiny
          - Weinviertelská pahorkatina
          - Dyjsko-svratecký úval (73)
          - Hornomoravský úval (75)
          - Vyškovská brána (74)
          - Moravská brána (76)

        - Severní Vněkarpatské sníženiny
          - Ostravská pánev (77)

      - Vnější Západní Karpaty
        - Jihomoravské Karpaty
          - Mikulovská vrchovina (78)

        - Středomoravské Karpaty
          - Ždánický les (79)
          - Litenčická pahorkatina (80)
          - Chřiby (81)
          - Kyjovská pahorkatina (82)

        - Slovensko-moravské Karpaty
          - Vizovická vrchovina (83)
          - Bílé Karpaty (84)
          - Javorníky (85)

        - Západobeskydské podhůří
          - Podbeskydská pahorkatina (86)

        - Západní Beskydy
          - Hostýnsko-vsetínská hornatina (87)
          - Rožnovská brázda (88)
          - Moravskoslezské Beskydy (89)
          - Jablunkovská brázda (90)
          - Slezské Beskydy (91)
          - Jablunkovské mezihoří (92)

  - Panonská pánev – Kotlina Panońska
    - Západopanonská pánev Kotlina Zachodniopanońska
      - Vídeňská pánev – Kotlina Wiedeńska
        - Jihomoravská pánev
          - Dolnomoravský úval – Obniżenie Dolnomorawskie (93)

        - Záhorská nížina – Nizina Zahorska
          - Chvojnická pahorkatina – Pogórze Chwojnickie